# Спрінг-Арбор (Мічиган)
Спрінг-Арбор (англ. Spring Arbor) — переписна місцевість (CDP) в США, в окрузі Джексон штату Мічиган. Населення — 2916 осіб (2020).

## Географія
Спрінг-Арбор розташований за координатами 42°12′24″ пн. ш. 84°33′20″ зх. д. / 42.20667° пн. ш. 84.55556° зх. д. (42.206681, -84.555656).  За даними Бюро перепису населення США в 2010 році переписна місцевість мала площу 7,28 км², з яких 7,19 км² — суходіл та 0,09 км² — водойми.

## Демографія
Згідно з переписом 2010 року, у переписній місцевості мешкала 2881 особа в 743 домогосподарствах у складі 428 родин. Густота населення становила 396 осіб/км².  Було 821 помешкання (113/км²).
Расовий склад населення:
| - 94,4 % — білих - 2,9 % — чорних або афроамериканців - 0,9 % — азіатів - 0,2 % — корінних американців |

До двох чи більше рас належало 1,4 %. Частка іспаномовних становила 2,4 % від усіх жителів.
За віковим діапазоном населення розподілялося таким чином: 12,7 % — особи молодші 18 років, 68,7 % — особи у віці 18—64 років, 18,6 % — особи у віці 65 років та старші. Медіана віку мешканця становила 22,4 року. На 100 осіб жіночої статі у переписній місцевості припадало 71,7 чоловіків;  на 100 жінок у віці від 18 років та старших — 68,2 чоловіків також старших 18 років.
Середній дохід на одне домашнє господарство  становив 67 980 доларів США (медіана — 53 664), а середній дохід на одну сім'ю — 90 612 долари (медіана — 74 406). Медіана доходів становила 56 518 доларів для чоловіків та 36 406 доларів для жінок. За межею бідності перебувало 7,0 % осіб, у тому числі 0,0 % дітей у віці до 18 років та 9,7 % осіб у віці 65 років та старших.
Цивільне працевлаштоване населення становило 1256 осіб. Основні галузі зайнятості: освіта, охорона здоров'я та соціальна допомога — 41,0 %, мистецтво, розваги та відпочинок — 18,6 %, роздрібна торгівля — 17,1 %.